# Browning wz. 1928
Browning wz. 1928 (Browning Model 1928) este o variantă poloneză a puștii-mitralieră Browning M1918. A fost folosită de Armata Poloneză în timpul celui de-al Doilea Război Mondial.

## Istoric

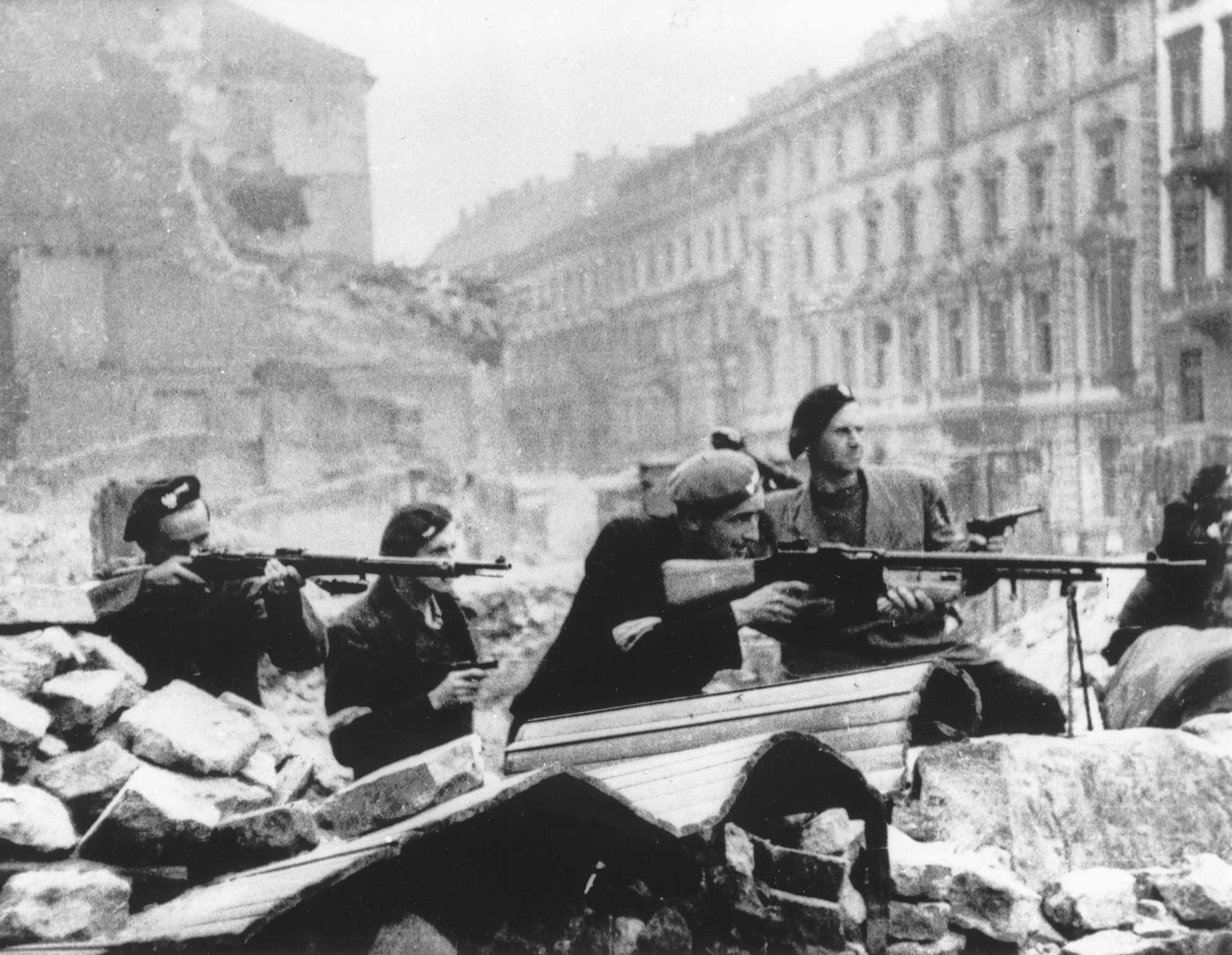
Pușcă-mitralieră Browning wz. 1928 (dreapta) folosită de partizanii polonezi în timpul Revoltei din Varșovia (1944).

După redobândirea independenței în 1918, Armata Poloneză era dotată cu mai multe tipuri de mitraliere moștenite de la armatele străine care au participat la Împărțirile Poloniei și de la armatele britanice și franceze care au echipat Armata Albastră în timpul Primului Război Mondial. Varietatea modelelor și calibrele diferite reprezentau o povară din punct de vedere logistic, instrucția trupelor fiind realizată cu dificultate.
După Războiul Polono-Sovietic, a fost organizată o competiție în 1923 pentru o nouă pușcă-mitralieră standard a armatei care să înlocuiască toate variantele anterioare. Competiția s-a încheiat fără un câștigător. Anul următor, Ministerul de Război polonez a achiziționat câte 12 exemplare din puștile-mitraliere M1918 BAR, Lewis wz. 1923 și Hotchkiss wz. 23. Testele au demonstrat superioritatea armei de fabricație americană. În anul 1925, Armata Poloneză a ales să achiziționeze puști-mitralieră M1918 BAR fabricate în Belgia de către FN Herstal. Acestea au fost modificate conform cerințelor polonezilor. Principalele diferențe constau în calibrul diferit (7,92x57mm Mauser în locul celui american .30-06 Springfield), construcția și amplasarea diferită a bipiedului, precum și utilizarea unor dispozitive de ochire ușor diferite. De asemenea, țeava armei a fost lungită pentru o acuratețe superioară și a fost adăugat un mâner-pistol pentru a îmbunătăți maniabilitatea.
În afara celor 10.000 de bucăți comandate din Belgia, Polonia a achiziționat și o licență pentru a fabrica local arma. Primele puști-mitralieră wz. 1928 au fost introduse în dotarea trupelor în anul 1927, fiind denumite oficial 7,92 mm rkm Browning wz. 1928 (Mitralieră portativă calibrul 7,92 mm Browning Model 1928). Din cauza problemelor legate de documentația achiziționată din Belgia, producția locală a puștii-mitralieră a fost demarată abia în anul 1930. Până în anul 1939 au fost fabricate aproximativ 14.000 de exemplare în Polonia. Câteva modificări au fost introduse pe parcursul producției: sistemul de ochire mecanic a fost înlocuit cu o versiune mai mică, iar talpa patului a fost remodelată sub forma unei cozi de pește pentru a se fixa mai bine pe umărul trăgătorului. Inginerii polonezi lucrau și la fabricarea unor țevi de schimb pentru wz. 1928, însă planurile nu s-au materializat din cauza izbucnirii celui de-al Doilea Război Mondial.
La începutul războiului, wz. 1928 era pușca-mitralieră standard a infanteriei și cavaleriei poloneze. Armata germană a folosit exemplare capturate sub denumirea lMG 28 (p) până la sfârșitul războiului. Armata Roșie a folosit și ea exemplare capturate de la polonezi. A existat o singură variantă notabilă, mitraliera de bord Karabin maszynowy obserwatora wz.37 utilizată în principal de bombardierele bimotoare PZL.37 Łoś.